# Ladner (Colombie-Britannique)
Pour les articles homonymes, voir Ladner.
Ladner est un lieu-dit ou quartier de Delta, dans la région de Vancouver, dans la province de Colombie-Britannique au Canada.
À l'origine, il s'agit d'un village de pêcheurs sur le fleuve Fraser.